# أوبيد دلامينى
أوبيد دلامينى هو سياسي إسواتيني، ولد في 4 أبريل 1937 في Mhlosheni ‏ في إسواتيني، وتوفي في 18 يناير 2017 في جوهانسبرغ في جنوب أفريقيا بسبب مرض. نشط حزبياً في . وقد انتخب Member of the House of Assembly of Eswatini ‏ وانتخب Prime Minister of Eswatini ‏.